# Gambolò
Gambolò là một đô thị ở tỉnh Pavia trong vùng Lombardia của Ý, có cự ly khoảng 35 km về phía tây nam của Milan và khoảng 25 km về phía tây bắc của Pavia. Tại thời điểm ngày 31 tháng 12 năm 2004, đô thị này có dân số 9.976 người và diện tích là 51,5 km².
Đô thị Gambolò có các frazioni (các đơn vị trực thuộc, chủ yếu là các làng) Belcreda, Garbana, Molino d'Isella, Remondò, Stradella.
Gambolò giáp các đô thị sau: Borgo San Siro, Mortara, Tromello, Vigevano.